# کوارتت زهی کرونوس
کوارتت کرونوس (انگلیسی: Kronos Quartet) یک گروه موسیقی کوارتت زهی آمریکایی است که در سال ۱۹۷۳ در سان فرانسیسکو شکل گرفت و در سبک‌های متنوعی ازجمله موسیقی کلاسیک معاصر فعالیت داشته است. اعضای گروه، در طول چهار دهه فعالیت، بارها تغییر کرده‌اند، و تاکنون بالغ بر ۹۰۰ اثر برای اجرای این گروه نوشته شده است.